# Kateryna Lahno
Kateryna Oleksandrivna Lahno (Russisch: Екатерина Александровна Лагно, Oekraïens: Катерина Олександрівна Лагно) (Lviv, 27 december 1989) is een Russische, eerder Oekraïense schaakster. Toen ze twaalf jaar oud was werd haar door de FIDE de titel Internationaal Meester bij de vrouwen (WIM) toegekend; ze was de jongste ooit. In 2007 verkreeg ze de Grootmeestertitel (GM).
Lahno was wereldkampioen van de meisjes tot tien jaar tot 1999 en tot 2001 idem van de meisjes tot veertien jaar. In de dames-Top50 staat ze anno juli 2012 op de zevende plaats.
Ze behaalde op 13-jarige leeftijd haar eerste grootmeesternorm in 2003, in Kramatorsk (Oekraïne). Dat toernooi werd door haar gewonnen met 9½ uit 14. Deelnemers waren onder andere 3 GMs, 4 IMs en een WGM.
In juni 2005 werd in Moldavië het Europees kampioenschap schaken bij de dames gespeeld dat door Lahno op 15-jarige leeftijd met 9 punten uit 12 ronden gewonnen werd. De Russin Nadezjda Kosintseva eindigde met 9 punten op de tweede plaats terwijl Jelena Zajats met 8½ punt vijfde werd.
Van 24 augustus t/m 2 september 2005 speelde zij mee in het knock-outtoernooi om het kampioenschap van Oekraïne in Rivne dat door Aleksandr Aresjtsjenko gewonnen werd.
In 2008 won zij opnieuw het vrouwentoernooi bij het Europees kampioenschap schaken.
Ze trouwde op 25 februari 2009 met de Franse schaakgrootmeester en tv-verslaggever Robert Fontaine, kreeg in 2010 een zoon van hem en scheidde in 2014.
In datzelfde jaar werd ze Russisch teamkampioen met de club Spartak, en won vervolgens het Europese teamkampioenschap in Ohrid.
In augustus 2010 werd Lahno wereldkampioen blitz bij de vrouwen.
Bij de Schaakolympiade in Istanboel, 2012, ontving ze een medaille voor haar resultaten aan het eerste bord, hoewel ze kort daarvoor moeder was geworden van een tweeling.
Vanaf 2014 komt Lahno uit voor Rusland, waarvan ze dat jaar ook de nationaliteit verwierf.

## Deelname aan het wereldkampioenschap voor vrouwen
Ze nam twee keer deel aan het wereldkampioenschap voor vrouwen. In het toernooi in 2004 werd ze in de 3e ronde uitgeschakeld door Jekaterina Kovalevskaja.
In het toernooi in november 2018 speelde ze de finale tegen Ju Wenjun die in de match in mei 2018 de titel veroverde op haar landgenote Tan Zhongyi.